# Димитров-Майстора, Владимир
Владимир Димитро́в-Ма́йстора (дословно — Мастер) — болгарский художник.

## Биография
Родился 1 февраля 1882 года в селе Фролош, в семье беженцев из Македонии. В 1889 году семья переезжает в город Кюстендил, где будущий художник получает образование. Меняет несколько профессий, работая маляром и писарем в окружном суде, где замечают его талант. На вольные пожертвования своих сограждан молодой Владимир Димитров уезжает в Софию учиться в Художественном индустриальном училище (ныне Художественная академия) у Жеко Спиридонова, Антона Митова, Ивана Мырквички.
В первый период своего творчества рисует, в основном, портреты и пейзажи. В годы двух Балканских и Первой мировой войны числится художником в составе Рильской дивизии Болгарской армии. Создает целый ряд картин, где реалистично воссоздает фронтовую жизнь.
После войн Владимир Димитров завоевывает себе популярность художника, бросающего вызов академизму. В 1922 году на персональной выставке показывает картины цикла «Жатва».
В 1923 году работает в Италии. С 1924 до 1951 года постоянно проживает в селе Шишковци, недалеко от города Кюстендила. Принимает участие в совместных или делает персональные выставки в Софии, в других городах страны, а также в селах своего родного края. В этот период темой произведений художника чаще всего становится жизнь людей или природа Кюстендилского края.

## Избранные работы
В перечень самых известных картин Мастера входят: «Девушки» 1925—1935 годов; «Молодые сестры из села Дивля» 1928—1930 годов; «Вербное воскресение» 1928 года; «Девушки из Кюстендилского края», «Жница» и «Девушка с яблоками» 1930—1935 годов; «Обедающие жнецы» и «Сельская девушка среди маков» 1935—1938 годов.
С 1944 года почётный гражданин г. Кюстендила.